# Principes
In de Romeinse Midden-Republiek waren de principes al wat oudere en meer ervaren soldaten van rond de 30 jaar of rijke burgers, die zich goede wapens konden veroorloven die moesten vechten in een drievoudige linie, ook wel acies triplex genoemd. Ze stonden in een quincunx-formatie. Daarin waren drie rijen; vooraan de hastati, dan de principes en achteraan de triarii. Die waren verdeeld in manipels. Bij de principes zaten er in 1 manipel 120 tot 160 soldaten.
Zoals alle soldaten in het leger van de Romeinse Republiek droegen ze de bepantsering die ze zich konden veroorloven. Doorgaans betrof het bronzen helmen en bronzen borstplaten.
Evenals de hastati waren de principes uitgerust met een groot schild, een hasta en twee pila (speren, enk. pilum), later gebruikten ze ook een gladius. Als schild droegen ze een scutum. In tegenstelling tot de hastatii, waren de principes zware speervechters.
De functie van de principes bestond eruit dat zij, als de eerste aanval van de hastati mislukt was, de tegenaanval konden inzetten. In eerste instantie waren de principes georganiseerd als de hastati, in groepen van 60 soldaten onder aanvoering van een centurion. In de latere Romeinse Republiek bestonden ze echter uit 80 soldaten net zoals de triarii. Twee groepen principes vormden samen één manipel. Normaal werden 10 manipels (afhankelijk van de periode dus tussen de 1200 en 1600 soldaten) ingezet in de strijdlinie.
De naam van de principes komt niet overeen met hun functie in het leger. Principes kun je zowat vertalen als 'leiders', verwezen naar de voorste linie, maar zij vochten helemaal niet in de eerste linie, dat waren de hastati.
In latere tijd werd het woord principes niet alleen gebruikt als aanduiding voor soldaten, maar werd het tevens de aanduiding voor de eerste rang burgers in de Romeinse samenleving.